# IRF1
IRF1 (англ. Interferon regulatory factor 1) – білок, який кодується однойменним геном, розташованим у людей на короткому плечі 5-ї хромосоми.  Довжина поліпептидного ланцюга білка становить 325 амінокислот, а молекулярна маса — 36 502.
| 10         |  | 20         |  | 30         |  | 40         |  | 50         |
| ---------- |  | ---------- |  | ---------- |  | ---------- |  | ---------- |
| MPITRMRMRP |  | WLEMQINSNQ |  | IPGLIWINKE |  | EMIFQIPWKH |  | AAKHGWDINK |
| DACLFRSWAI |  | HTGRYKAGEK |  | EPDPKTWKAN |  | FRCAMNSLPD |  | IEEVKDQSRN |
| KGSSAVRVYR |  | MLPPLTKNQR |  | KERKSKSSRD |  | AKSKAKRKSC |  | GDSSPDTFSD |
| GLSSSTLPDD |  | HSSYTVPGYM |  | QDLEVEQALT |  | PALSPCAVSS |  | TLPDWHIPVE |
| VVPDSTSDLY |  | NFQVSPMPST |  | SEATTDEDEE |  | GKLPEDIMKL |  | LEQSEWQPTN |
| VDGKGYLLNE |  | PGVQPTSVYG |  | DFSCKEEPEI |  | DSPGGDIGLS |  | LQRVFTDLKN |
| MDATWLDSLL |  | TPVRLPSIQA |  | IPCAP      |  |            |  |            |

A: Аланін

C: Цистеїн

D: Аспарагінова кислота

E: Глутамінова кислота

F: Фенілаланін

G: Гліцин

H: Гістидин

I: Ізолейцин

K: Лізин

L: Лейцин

M: Метіонін

N: Аспарагін

P: Пролін

Q: Глутамін

R: Аргінін

S: Серин

T: Треонін

V: Валін

W: Триптофан

Кодований геном білок за функціями належить до репресорів, активаторів, фосфопротеїнів. 
Задіяний у таких біологічних процесах як імунітет, вроджений імунітет, транскрипція, регуляція транскрипції, антивірусний захист, ацетилювання. 
Білок має сайт для зв'язування з ДНК. 
Локалізований у цитоплазмі, ядрі.